# NGC 1718
NGC 1718 (بالألمانية: NGC 1718) الذي يرمز له بالرمز NGC 1718، وESO 85-10، هو عنقود نجمي، في كوكبة أبو سيف (كوكبة).

## الاكتشاف
اكتشف في 2 نوفمبر 1834، بواسطة جون هيرشل.